# Красовський Микола Олександрович
Микола Олександрович Красовський (рос. Николай Александрович Красовский; пол. Mykoła Krasowski, *1871 р., м. Київ — †1938 р., м. Каїр) — дворянин, поліцейський в Російській імперії, полковник Армії УНР, начальник інформбюро Генштабу Армії УНР. На початку XX століття сучасники називали його «українським Лекоком», порівнюючи з відомим французьким літературним сищиком.
Відповідно до українського законодавства є борцем за незалежність України у XX столітті.

## Життєпис
Народився 31 березня 1871 року в сім'ї київського православного священика, Олександра Красовського (з шляхетного роду Красовських),що служив у  Гостомелі (благочинний, завідувач Гостомельською церковно-парафіяльною школою), який в 1875 р. здобув у Київській духовній академії ступінь кандидата теології; у 1877 р. захистив дисертацію магістра богослов'я та випустився з тої академії в 1884 р..
Микола Красовський після закінчення навчання у духовній семінарії поступив на державну службу в поліцію.

### Розшукова діяльність
Службову діяльність Микола Красовський почав у Ніжинського поліцмейстера 12 лютого 1894 року. Майже два роки він обіймав спочатку посаду помічника пристава у м. Ніжині Чернігівської губернії. Потім призначений бути поліцейським наглядачем.
22 березня 1896-го переведений був до м. Чернігова у штат губернського управління та відряджений, у розпорядження Чернігівського поліцмейстера.
1 березня 1897 р. призначений тимчасово виконуючим обов'язки помічника пристава м. Чернігова.
29 серпня 1898 р. призначений на посаду поліцейського наглядача, пристава м. Мглин, де він протягом чотирьох місяців також виконував обов'язки і начальника місцевої мглинської тюрми.
1 лютого 1903 р. переведений на посаду наглядача м. Кролевця, у 1904 р. Красовський, перебуваючи на посаді поліцейського наглядача м. Кролевця, за розпорядженням Чернігівського губернатора відряджений був на посаду пристава Нікольської слободи зі спеціальним дорученням — «сприяти успішному виконанню мобілізації названої місцевості і попередити  безпорядки, що очікуються в цій місцевості». З цим завданням він успішно справився, отримавши від губернатора вдячного листа.
25 червня 1905 р. призначений на посаду станового пристава 1-го стану Козелецького повіту. З перших днів перебування на новій посаді він повів непримириму боротьбу зі злочинним елементом, який активізувався у зв'язку з революційними подіями 1905 року. У кінці наступного року  губернське начальство зазначало, що становий пристав Красовський «цілком ліквідував багаточисельну зграю підпалювачів, грабіжників і вбивць, що оперували в трьох сусідніх повітах — Козелецькому, Остерському і Чернігівському».
20 липня 1907 р. зарахований до штату губернського правління. Взимку 1907-го в житті Миколи Олександровича сталася подія, яка внесла зміни в його подальшу поліцейську службу. В ніч на 22 лютого ватажок ліквідованої ним злочинної групи Кузьма Дмитрик, який на той час залишався на волі, з трьох сторін підпалив приміщення станової квартири. Таким чином він намагався помститися приставу і сприяти втечі деяких членів своєї банди, які утримувалися там під вартою. Завдяки рішучим діям  Красовського, втекти арештованим бандитам не вдалося. Але під час пожежі згоріла вся службова документація і казенні гроші. Вогонь знищив також і власне майно пристава: двоє коней, екіпаж, великий запас фуражу і значну суму грошей, заподіявши збитки понад 2000 рублів. Про те, що правоохоронець у першу чергу турбувався не про своє власне майно, а про державне, свідчить факт врятування ним арештованих, 22 гвинтівок і більше 5 тисяч бойових патронів.
Ця надзвичайна подія привела Красовського до конфлікту з козелецьким ісправником Максимовським, який безпідставно звинуватив його у витраті казенних грошей.  У липні того ж року, обурений підозрою пристав, написав рапорт на переведення його до  Києва для подальшого проходження служби.
2 січня 1908 року Миколу Олександровича призначили околоточним наглядачем Київської міської поліції і відрядили до розшукової частини обслуговувати територію Старокиївської дільниці, яка була найбільш складною у кримінальному відношенні. Згодом його призначили (там же) на посаду виконуючого обов'язки начальника розшукового відділення. Остання посада відповідала чину надвірного радника, який прирівнювався до підполковника. Досяг значних успіхів і зарекомендував себе грамотним працівником. Як зазначає дослідник історії кримінального розшуку О.Піджаренко: «У липні 1909 року виконувач обов'язків завідувача розшуковим відділенням Красовський досяг певних успіхів у розшуковій справі. Особистим прикладом він показував підлеглим, як слід розкривати злочини „по гарячих слідах“, зумів налагодити взаємодію у розшуковій роботі з керівництвом усіх поліцейських відділків. Активніше й ефективніше запрацювала його таємна агентура. Злочинний світ Києва з тривогою „помітив“, що в особі Красовського вони мають дуже серйозного і небезпечного супротивника».
Брав участь у розкритті низки резонансних злочинів:
- убивства родини Островських, їх кухарки, швачки та студента Бірюкова.
- квартирних грабунків, скоюваних бандою «полотерів».
- крадіжку з Десятинної церкви.
- грабунки варшавських гастролерів.

Злочинний світ неодноразово намагався нейтралізувати М.Красовського. Замах на нього не був успішним, однак у жовтні 1909 року слідчого було відсторонено від справ через підозру, що він привласнив вилучені у затриманих гроші. Наступні півроку ознаменувалися низкою нерозкритих злочинів і керівництво міста повернуло Красовського на цю посаду. Успіх М.Красовського склала не лише добре налагоджена мережа інформаторів, але й те, що він ретельно вивчав і аналізував умови, сприятливі вчиненню різних злочинів, і на цій основі розроблялися заходи їх упередження й розкриття.
Начальник розшукового відділення приймав відвідувачів щоденно з 11 до 1 у приміщенні відділення (вул. Ярославська-38) і незалежно від цього порядку у власній квартирі на вул. Маловолодимирській-20. Цей порядок було опубліковано у довіднику міста і був відомий киянам.
У листопаді 1910 р. М.Красовський не спрацювався з новим завідувачем відділення колезьким реєстратором Міщуком Євгеном Францевичем і перевівся на посаду пристава 3-го стану м. Ходорів Сквирського повіту, куди перейшов київський поліцмейстер фон Ланг.

### Розслідування вбивства А.Ющинського
2 травня 1911 року колезький секретар М. Красовський був відкликаний з Ходорова для розслідування убивства А. Ющинського. Виявив докази, що заперечили офіційну версію, інспіровану чорносотенцями, про ритуальну сутність убивства, був переконаний, що злочин здійснила група лук'янівських злодіїв, пов'язаних із В.Чеберяк (приймала і переховувала крадене). Ця версія не влаштувала юдофобне керівництво і у грудні 1911 року його було звільнено з поліції. Однак він продовжив розслідування приватним порядком. 18 липня 1912 року Миколу Красовського було арештовано за давню розтрату 15 коп. під час відрядження. Згодом до звинувачення додався нібито необґрунтований арешт одного з підозрюваних. У серпні 1912 року відбувся суд і Красовського з тюрми звільнили, хоча усіх звинувачень не зняли.
1913 року було винесено виправдальний вирок Бейлісу на підставі свідчень і фактів, зібраних М.Красовським. Після цього він разом із Г.Рудим та англійським детективом відновили приватний розшук, щоби покарати справжніх убивць. Це не влаштовувало вищі чини, що нещодавно відстоювали ритуальну версію, і за їх сприяння чорносотенний союз встановив стеження за Красовським. Розкриття стеження змусило його виїхати в Конотоп. На початку 1914 повернувся у Київ, продовживши слідство (навіть побував у США, куди виїхав важливий свідок), яке перервала Перша світова війна. Як військовозобов'язаний М.Красовський був змушений повернутися до Конотопа.
Після лютневої революції 1917 року повернувся до Києва, прагнучи відновити справедливість, однак більшовицький переворот 1917 р. завадив це здійснити.

### На службі УНР
Центральна Рада УНР залишила його на службі як офіцера. У березні 1917 року він був призначений комісаром кримінально-розшукового відділення міліції м. Києва. Столичний кримінальний розшук очолював до червня 1918 року.
Був членом підпільної організації, яка боролася зі спецслужбами австро-німецьких військ, що дислокувалися в Україні за Берестейським договором, входив до складу нелегального Комітету порятунку України. У липні 1918 року був заарештований німецькою контррозвідкою і згодом за вироком німецького воєнно-польового суду засуджений до двох років тюремного ув'язнення.
Після зречення від влади гетьмана П. Скоропадського, Микола Красовський у грудні 1918 року був звільнений. Від 5 квітня 1919 року працював у Міністерстві внутрішніх справ УНР урядовцем з особливих доручень 5-го класу. Через місяць, у зв'язку з початком наступальної операції польської армії проти УНР і Української Галицької армії (УГА), Миколу Олександровича відряджають до штабу Залізнично-технічного корпусу.
Під час Директорії УНР нагально постало питання про вдосконалення структури центрального апарату військової розвідки та створення системи регіональних органів із широкомасштабним планом дій.
З урахуванням великого досвіду оперативно-розшукової діяльності М. Красовського військове командування направило його у розпорядження Розвідочної управи Генштабу Армії УНР і призначило керівником Інформаційного бюро. Раніше Інформбюро існувало при Корпусі військової жандармерії. Після підпорядкування його у травні 1920 року Розвідочній управі Генштабу воно перетворилося на головний робочий орган військової розвідки та контррозвідки Збройних сил УНР і стало, по суті, окремою спецслужбою, хоч це і зумовлювало певні дублювання в роботі Розвідочної управи. Щодня начальник Інформбюро особисто робив доповіді начальнику Генштабу або керівникові військового відомства, що суттєво підвищувало його статус.
Структурно Інформаційне бюро складалося з центрального органу (Центру «ІНФІБРО») та філій Центру. У складі центрального органу знаходилися відділи внутрішнього, зовнішнього нагляду, розвідочний і реєстраційний. Це давало змогу автономно виконувати широке коло завдань із постачання розвідувальної інформації, її обробки, підтримання внутрішньої безпеки Збройних сил, підготовки кадрів.
Керівник «ІНФІБРО» полковник М. Красовський відзначався принциповістю і наполегливістю, приділяв багато уваги організації агентурної роботи, особисто працював з агентами, які перебували на зайнятій ворогом території України та за кордоном. Під його проводом «ІНФІБРО» працювало результативно, постачало Головному Отаману й іншим представникам вищої влади цінну інформацію щодо воєнно-політичної обстановки як на терені УНР, так і за її межами, про ставлення урядових і ділових кіл інших країн до проблем України та її державотворчих зусиль.

### На еміграції
Після еміграції українського уряду і військових частин «ІНФІБРО» ще протягом деякого часу продовжувало діяти упродовж 1920—1921 років у нових умовах з позицій Польщі. Однак за відсутності коштів на утримання підрозділ згодом був виведений зі складу Генштабу Армії УНР. Окремі його співробітники, серед них і М. Красовський, за взаємною домовленістю керівників двох союзницьких військових відомств продовжили службу у II відділі Генштабу Польщі, який займався питаннями розвідки і контррозвідки. Протягом деякого часу обов'язки начальника Інформбюро виконував поручник Шевчук. У листопаді 1921 року М. Красовський був поновлений на попередній службі, отримав надзвичайні повноваження щодо організації розвідувальної й контррозвідувальної діяльності, а його співробітники активізували роботу, зокрема в таборах перебування українських вояків.
Архівні документи свідчать, що в січні 1921 року виконувач обов'язків начальника Інформбюро поручик Шевчук доповідав Головному Отаману, що Микола Красовський, нібито, викрав таємні документи, оперативні справи, службові гроші  та цінні речові докази й самовільно з групою підлеглих перейшов на службу до поляків. Але невдовзі з'ясувалося що ця інформація не відповідає дійсності. У звіті департаменту політичної інформації від 10 листопада 1921 року вказувалося, що полковник Красовський  поновлений на попередній посаді і йому надані надзвичайні повноваження по організації контррозвідувальної діяльності, а його співробітникам доручено активізувати роботу, в тому числі і в таборах перебування українських вояків.
Подальша його доля невідома. Однак існують свідчення, що 1927 року він перебував у м. Рівному під Польщею (отже емігрував з УРСР), жив у скруті, однак не залишав думок про справу з убивством Ющинського, прагнув видати мемуари.

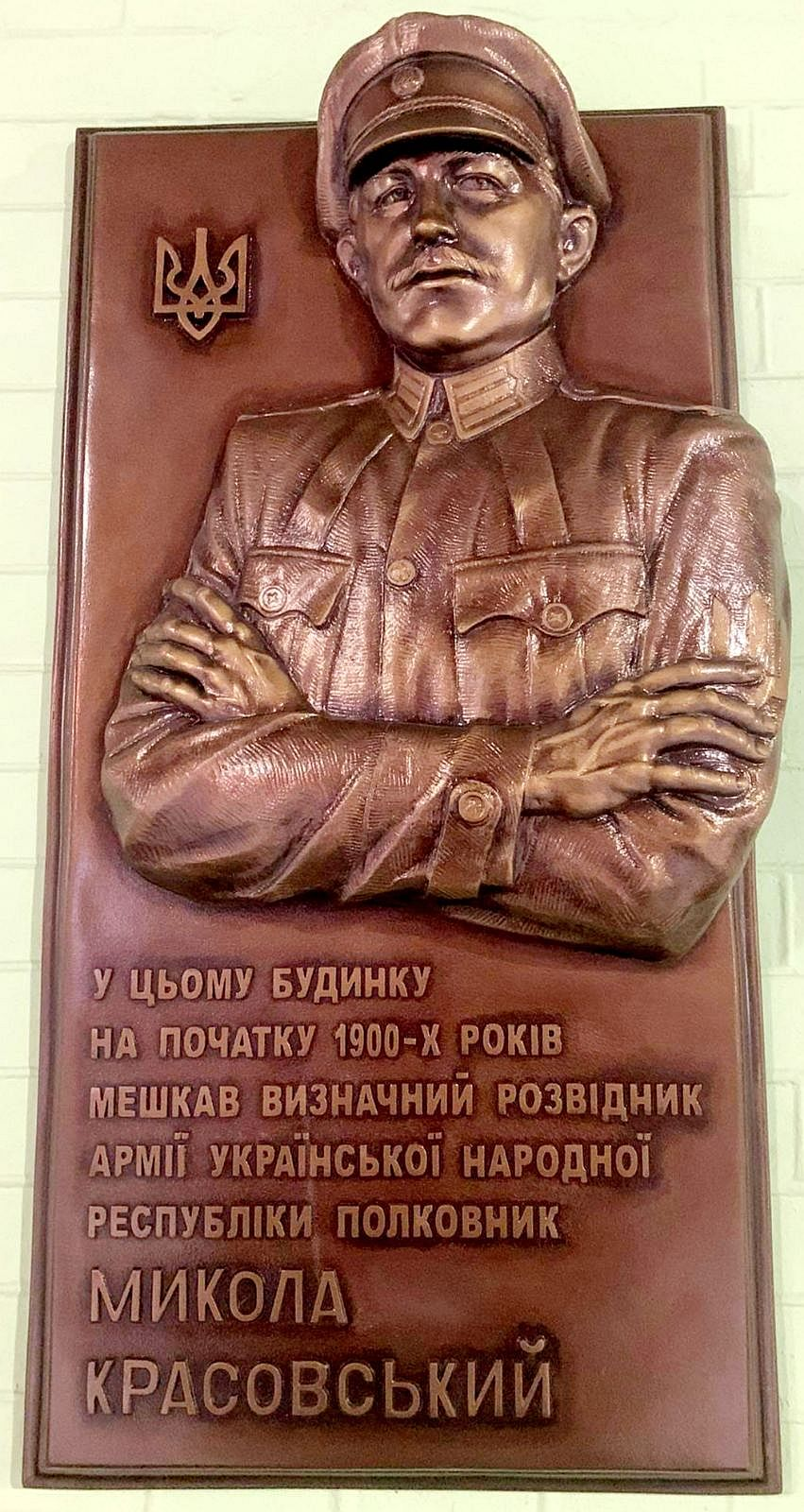
Меморіальна дошка в м. Києві Красовському Миколі

Після Голодомору 1933 р. в Україні в 1934 р. при спробі пробратися на територію УРСР з розвідувальними завданнями органами «ОГПУ» на ділянці 21-го Ямпільського прикордонного загону було затримано загалом 156 осіб, серед яких було прізвище Красовський.
Через деякий час емігрантська доля закинула Миколу Олександровича до столиці Єгипту Каїру, де проживала колонія колишніх підданих Російської імперії. Є свідчення, що він писав спогади і вів переписку з редакторами з метою їх видання. На жаль, спогади Красовського так і не були надруковані і місце їх знаходження невідоме.
22 жовтня 1938 року  паризька газета російських емігрантів «Последние новости» № 6418 надрукувала некролог, в якому повідомлялося про смерть М. О. Красовського — «члена різних російських організацій у каїрській російській колонії».

### Особисте життя
Був одружений 23 вересня 1898 р. з Ксенією Львовною Красовською (до шлюбу Сухотина) 1881 р.нар., православного віросповідування.

## Вшанування пам'яті
- 26 січня 2022 року у м. Києві відкрили меморіальну дошку розвіднику УНР Миколі Красовському (на фасаді дому № 21/20а на вулиці Ярославов Вал, де він мешкав[7] на початку 1900-х років)[22].
- Створено документальний фільм «Справа життя Миколи Красовського» за сприяння Львівської обласної державної адміністрації та ГО «Разом»[23][24].